# Кастильйо-де-Гарсімуньйос
Кастильо-де-Гарсімуньйос (ісп. Castillo de Garcimuñoz) — муніципалітет в Іспанії, у складі автономної спільноти Кастилія-Ла-Манча, у провінції Куенка. Населення — 179 осіб (2010).

## Географія
Муніципалітет розташований на відстані близько 140 км на південний схід від Мадрида, 50 км на південний захід від Куенки.

## Демографія
Динаміка населення (INE ):

## Галерея зображень

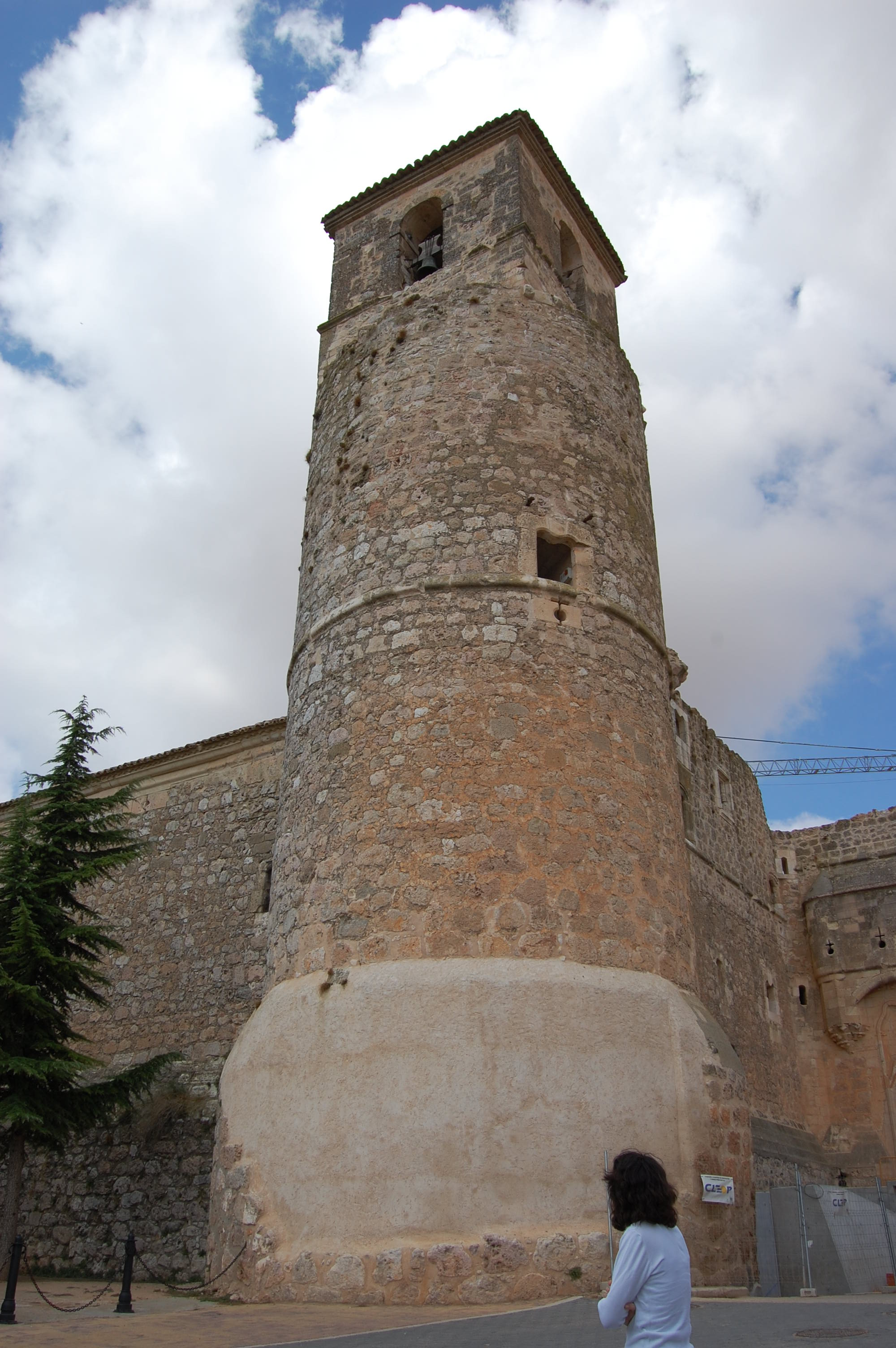
Вежа замку, Кастільйо-де-Гарсімуньйос

## Уродженці
- Констанса Вільєнська — королева Кастилії.